# N2 (автодорога, Ирландия)
N2 — ирландская государственная первичная дорога, входящая в число самых важных, ведущая из Дублина к Северной Ирландии и связуя его с Дерри с помощью трассы A5. Одна из частей дороги около Дублина формирует M2.
Недавно завершённый проект N2 включает проезд к Каслблейни, открытый 5 ноября 2007 года.

## M2

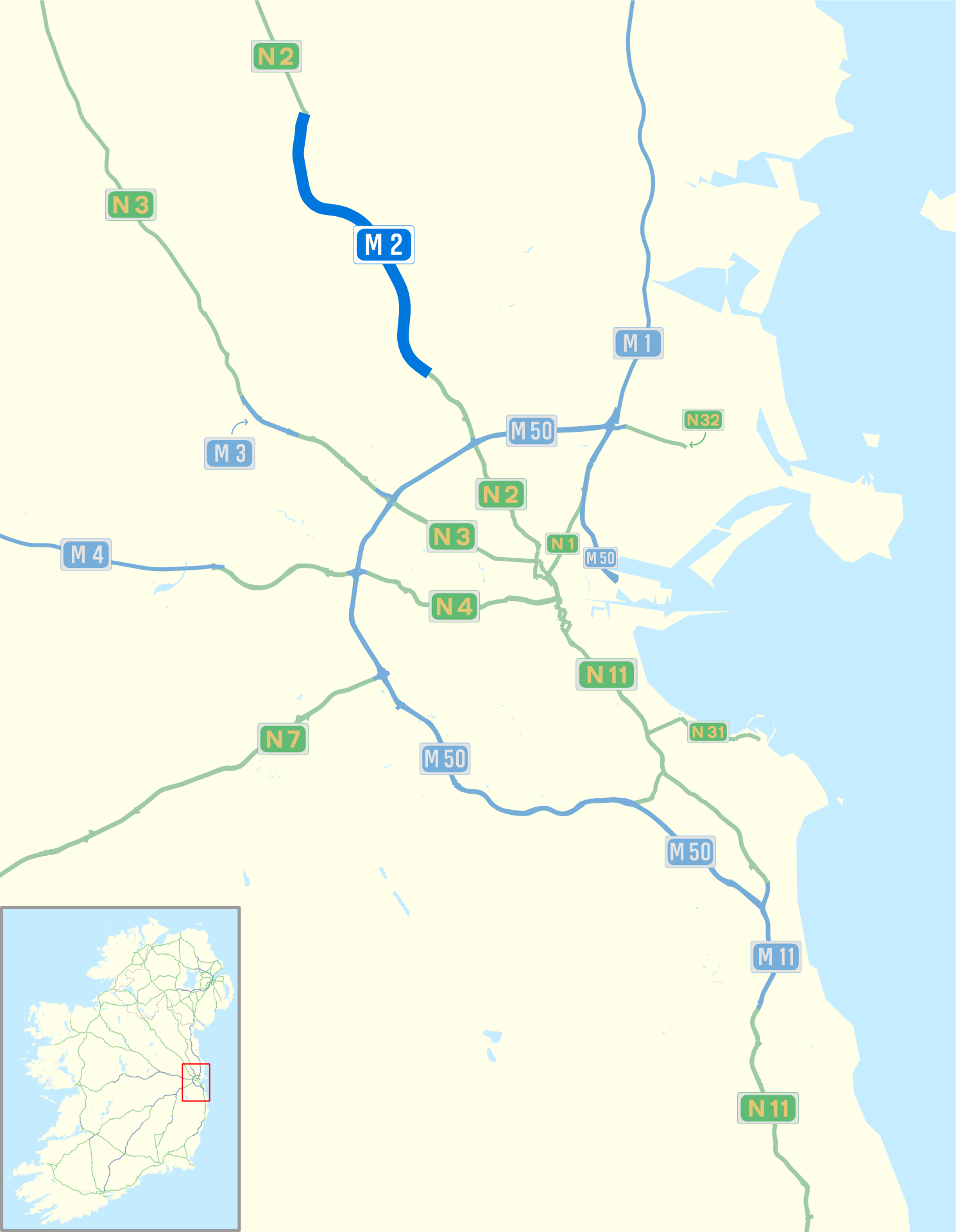
Маршрут трассы

30 сентября 2008 года было объявлено, что 13тикилометровый участок N2 от Килшейна до Ашборна предложено перепроектировать в формат автотрассы. Публичные обсуждения завершились в декабре 2008 года. 14 июля 2009 года было объявлено, перепроектировка одобрена министрами; статус автомагистрали участок получил 28 августа 2009 года.
|                                    |             | |  |
| Северные съезды                    | Пересечения | Южные съезды |  |
| Начало автотрассы                  | 1           | Дублинский аэропорт, Дублинский порт и все другие направления M50. (Дорога продолжается как дорога в Финглас и Дублин) |  |
| Coldwinters                        | —           | нет съезда |  |
|                                    |             | |  |
| St Margaret’s, Бланчардстаун       | 2           | St Margaret’s, Бланчардстаун                                                                                           |  |
| Ашборн (юг), Ратот, Сордс R135     | 3           | Ашборн (юг), Ратот, Сордс R135                                                                                         |  |
| Ашборн.                            | 4           | Ашборн |  |
| N2 продолжается как дорога в Дерри | —           | Начало трассы |  |